# Beach Walking
Beach Walking, també anomenat Beach Walk o caminada de platja, és una disciplina atlètica fonamentada en caminar per la sorra de la platja. Pot desenvolupar-se sobre sorra no compacta (sorra de gra gruixut i profunda) o sobre sorra compacta (sorra tova de gra fi i poc profunda). Quan es realitza a un ritme sostingut i ràpid, és una de les variants que té la caminada ràpida o Speed Walking.
El origen del Beach Walking es troba en els grans marxadors del passat segle xix i de l'antiga marxa atlètica (1908-1956) que van utilitzar una tècnica de marxa similar a les diferents variants actuals de la caminada ràpida com el Beach Walking.
El Beach Walking respecta la Regla de l'antiga marxa atlètica que va ser canviada en 1956, per obligar a mantenir un contacte permanent d'un peu amb la sorra i admetre la flexió del genoll de la cama davantera.
La marxa atlètica actual té una Regla diferent i presenta diferències tècniques amb el Beach Walking.
Existeixen competicions de Beach Walking. També hi ha rècords del món de Beach Walking en distàncies Multiday (més de 24 hores).
La pràctica del Beach Walking té un impacte beneficiós per a la salut, tant com el caminar en altres superfícies o córrer.

## Tècnica
La tècnica del Beach Walking és la següent:
1. El marxador ha de caminar de manera natural. El peu esquerre ha d'avançar al mateix temps que el braç dret i viceversa.
2. Un peu del marxador ha de romandre en contacte permanent amb la sorra.
3. El marxador ha de flexionar de manera natural el genoll de la cama davantera.
4. El marxador pot descol·locar el maluc.
5. En caminada lenta, el braç davanter del marxador es doblega i el braç de darrere s'estén. En caminada ràpida, els dos braços del marxador es mantenen doblegats, sense creuar-los per davant del pit.